# Inna Ryschych
Inna Wolodymyriwna Ryschych (ukrainisch Інна Володимирівна Рижих, international als Ryzhykh oder Rygih transliteriert, * 15. November 1985 in Dnipropetrowsk) ist eine ukrainische Triathletin, Vizestaatsmeisterin 2010 und ständiges Mitglied des ukrainischen Nationalteams.

## Werdegang
Inna Ryschych startete im Juli 2006 als 20-Jährige bei der U23-Europameisterschaft Triathlon und belegte in Kroatien den 26. Rang.

### Vizestaatsmeisterin Triathlon 2010
Bei der Europäischen Polizeimeisterschaft in Kitzbühel am 15. August 2010 wurde Ryschych Dritte in der Einzelwertung und Erste in der Teamwertung zusammen mit Julija Jelistratowa und Wiktorija Katschan.
2013 wurde sie Dritte bei der Triathlon-Staatsmeisterschaft in Kiew.
Im Mai 2014 wurde sie in Köln Sechste bei der Europameisterschaft Aquathlon und 2017 belegte sie den zehnten Rang.
Im Juni 2016 wurde sie in Dnipropetrovsk ukrainische Staatsmeisterin auf der Triathlon-Kurzdistanz.
Seit 2017 tritt Ryschych nicht mehr international in Erscheinung.

## Sportliche Erfolge
| Datum/Jahr    | Rang | Wettbewerb                                           | Austragungsort | Zeit     | Bemerkung |
| ------------- | ---- | ---------------------------------------------------- | -------------- | -------- | --- |
| 24. Juni 2017 | 29   | ETU Sprint Distance Triathlon European Championships | Düsseldorf     | 01:07:29 | Europameisterschaft auf der Sprintdistanz beim T3 Triathlon                                                  |
| 4. Juni 2016  | 1    | UKR Triathlon National Championships                 | Dnipropetrovsk | 02:04:40 | Staatsmeisterin Kurzdistanz                                                                                  |
| 1. Juni 2013  | 3    | UKR Triathlon National Championships                 | Kiew           | 02:05:06 | |
| 24. Juni 2011 | 31   | ETU Triathlon European Championships                 | Pontevedra     | 02:10:38 | Europameisterschaft auf der olympischen Kurzdistanz                                                          |
| 15. Aug. 2010 | 1    | USPE Europäische Polizeimeisterschaften im Triathlon | Kitzbühel      |          | in der Teamwertung – zusammen mit Julija Jelistratowa und Wiktorija Katschan                                 |
| 15. Aug. 2010 | 3    | USPE Europäische Polizeimeisterschaften im Triathlon | Kitzbühel      | 02:07:11 | Polizei-Europameisterschaft auf der olympischen Distanz (1,5 km Schwimmen, 40 km Radfahren und 10 km Laufen) |
| 2010          | 2    | UKR Triathlon National Championships                 | Ukraine        |          | |
| 8. Juli 2006  | 26   | ETU Triathlon European Championship U23              | Rijeka         | 02:20:53 | U23-Europameisterschaft Triathlon                                                                            |

| Datum/Jahr   | Rang | Wettbewerb                           | Austragungsort | Zeit     | Bemerkung                     |
| ------------ | ---- | ------------------------------------ | -------------- | -------- | ----------------------------- |
| 27. Mai 2017 | 10   | ETU Aquathlon European Championships | Bratislava     | 00:34:41 | Europameisterschaft Aquathlon |
| 31. Mai 2014 | 6    | ETU Aquathlon European Championships | Köln           | 00:33:05 |                               |

(DNF – Did Not Finish)